# مبنى فرانكلين (شيكاغو)
مركز فرانكلين هو ناطحة سحاب شاهقة الطول مكونة من 60 طابقًا أتمم بناؤه في عام 1989 كمركز لشركة AT&T لتوحيد المقرات الرئيسة للمنطقة الوسطى لشركة الهاتف والتلغراف الأمريكية (AT&T)،  يبلغ ارتفاعه 1,007 قدم (307 م) وبمساحة 1.7 مليون قدم مربع (160,000 م2) في حي لوب وسط مدينة شيكاغو،  ويقع على بعد جادتين من شرق نهر شيكاغو ومن الشمال الشرقي من برج ويليس وبعنوان: 227 شارع ويست مونرو وعنوان بديل: 100 شارع ساوث فرانكلين  في منطقة المجتمع لحي لوب بوسط مدينة شيكاغو.
ويعد هذا المبنى ذو الطول الشاهق أطول مبنى مُشيد في شيكاغو في الربع الأخير من القرن العشرين،   وهو سادس أطول مبنى في شيكاغو ويحتل المرتبة 23 في الولايات المتحدة، وداخله مكاتب ومساحات بيع بالتجزئة ومرآب يتسع لـ 350 موقف.
واستحوذ تِشمان سباير على هذا العقار في عام 2004 وأعاد تسمية مبنى يو إس جي المجاور ليصبح مركز فرانكلين في عام 2007 بعد أن نقلت يو إس جي مكاتبها، وُطبّق الاسم لاحقًا على المجمع بأكمله،  

## تاريخ
قسم مرسوم الموافقة لعام 1982 احتكار شركة الهاتف والتلغراف الأمريكية إلى عدة كيانات وأصبح مقدمو الخدمات المحليون جزءًا من شركة تشغيل بيل الإقليمية وفي العقد الذي تلا ذلك، أقامت AT&T مبانٍ جديدة في جميع أنحاء البلاد بما في ذلك مبنى آي تي آند تي في مدينة نيويورك، في 5 أبريل 1985، أصدرت AT&T إلتماساً لاستقبال المقترحات والذي أخرج أحد عشر شركة مستجيبةً للطلب، منهم Stein and Co. وthe winning realtor، وsought Skidmore، وOwings and Merrill، جميعهم كمصممين لغرض تحديد مقترح مميز من برج ويليس القريب، وشرع موظفو AT&T في شغل الحيز المكتبي في 3 أبريل 1989.
تم بناء المبنى بموجب حزمة تعاقدية شاملة وحزمة العمل الإيجابي التي فرضتها على الأقلية والتي تفي بقاعدة التوظيف في المدينة لعام 1985 بنسبة 30 ٪ لمشاريع القطاع العام، وقامت إدارة عمدة شيكاغو، هارولد واشنطن، بإصدار توجيه يقضي بتخصيص 30٪ من أعمال مشاريع القطاع العام للأقليات والشركات المملوكة للنساء، وفي إظهار لدعم هذا التوجيه، تبنت Stein & Co، وAT&T هذا الشرط في تطويرها لأعمالها الخاصة.

## هندسة المبنى
صممه أدريان سميث المنتمي لشركتي Skidmore, Owings & Merrill ، ويعد مركز فرانكلين واحداً من أكثر المباني المعروفة وأكثرها شهرة في شيكاغو،  يتميز شكل المبنى بالتدرجات في الطوابق 15 و30 و45، تم تصميمه على الطراز المعماري ما بعد الحداثي، وهو عبارة عن مبنى مؤطر بالجرانيت ومصنوع هيكل معدني ويستند على أساسات عميقة،  يتميز الهيكل بخطوط عمودية قوية، وقمم سقف مسننة، وتأطير جرانيتي وتدرجات، والجرانيت لونه أحمر غامق في القاعدة، لكنه يتغير إلى اللون البيج الوردي في الأعلى،  وأعلى الطابق الخامس، تحمي ألواح الألمنيوم المصقولة بالشاشة الحريرية الجرانيت البيج الوردي الفاتح،  ويعتمد المبنى على التفاصيل القوطية لعرض رأسية المبنى، وتستحضر عمودية المبنى في لذهن صوراً لمباني عشرينيات القرن الماضي، وتُذكر متانة الهيكل بمبنى مجلس شيكاغو للتجارة،  وفضلاً عن تصميمه، يعتمد المبنى على موقعه في أقصى الزاوية من برج ويليس لتمييزه عن غيره،

### داخل المبنى
وتمتد مصاعد أوتيس من خلال سلسلة من أشرطة الإضاءة ذات التصميم الجديد التي تمتد من حائط إلى آخر، ويمتد البهو بالكامل عبر المبنى، وبقاعة مدخل عملاقة في شارع مونرو وأتريوم من 16 طابقًا بارتفاع كامل عبر المدخل الرابط بين برجي AT&T وUSG (مصممةٌ كذلك من قبل سميث) حيث يشترك كلا البرجين في مظهر مقارب،  ويضم المبنى ردهتين عامتين وردهة في طابق مَشرف،  والأبهاء هي من بين أكثر الأبهاء فخامة في شيكاغو، وجميعها مزينة بأرضيات وجدران رخامية منقوشة، ونحاس، خشب من أشجار البلوط ذات الأوراق الذهبية، وتركيبات إضاءة منمقة.

### ميزات المبنى
يضم المبنى مطعمًا يتسع لـ 650 مقعدًا على مستوى البهو، وساحة تجمع للخدمات التجارية بمساحة 23,000 قدم مربع (2,100 م2) على مستويين، وموقف سيارات يتسع لـ 170 سيارة على مدار 24 ساعة في الطابقين السفليين،  ويمتد بهو المبنى على امتداده ويربطه بمبنى USG ويربط أتريوم كلي المبنيين. 

## الإنارة الخارجية
كما هو الحال مع المباني الأخرى وسط المدينة، فإن تدرجات البرج وقممه المدببة تتألق بالأضواء الملونة في الليل،  وأُشيد بمديري المبنى لتعتيم أضواءهم أثناء هجرة الطيور، مما أدى إلى تقليل معدل نفوق الطيور بنسبة 80٪.

## مبنى USG

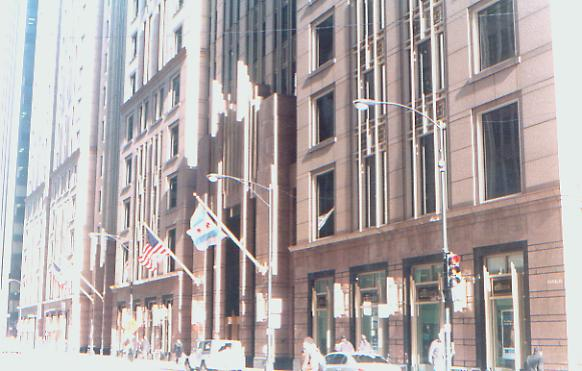
واجهة شارع فرانكلين

طورت شركة USG Corporation المبنى المُتألف من 35 طابقًا ذو المساحة المقدرة بـ 1.1 مليون قدم مربع (100,000 م2) والمعروف في الأصل باسم مبنى USG كمبنى المقر الرئيسي للشركة بجوار مركز الشركات AT&T ومتصل به في عام 1992،   ويقع في 125 South Franklin Street، مصمم بذات فرق المطورين والمهندسين والمعماريين، وشيد المبنيين بشكل مشترك كمجمع طويل في موقع بمساحة 85,000 قدم مربع (7,900 م2)،   ويتشاركان في أتريوم مكونٌ من 16 طابقًا يضم رواقاً كبيرًا ويعمل كقاعدة مشتركة للبرجين المنفصلين، وعند انتقال شركة USG إلى منشأة جديدة في عام 2007، إعيدت تسمية المبنى باسم مركز فرانكلين. 

## قربه من قطارات النقل
واقعٌ بالقرب من الركن الجنوبي الغربي من حي لوب (Loop)، فالمبنى قريب من محطتين مرتفعتين من سكة شيكاغو المرتفعة'، وتقبع محطة كوينسي على بعد شارع واحد تجاه الجنوب وتقع محطة واشنطن وويلز على بعد شارعين إلى الشمال، وكلاهما في شارع ويلز، تقع محطة الاتحاد على بعد ثلاث شوارع إلى الغرب في بوليفارد جاكسون، موفرةً محطة قطار لشركة Amtrak واختياراً لخدمة ميترا، ويُأمّن مزيد من خدمة Metra الإضافية في محطة LaSalle Street على بعد أربع شوارع ناحية الجنوب وبوجود محطة Ogilvie Transportation Center على بعد أربع شوارع إلى الشمال الغربي.

## المستأجرين

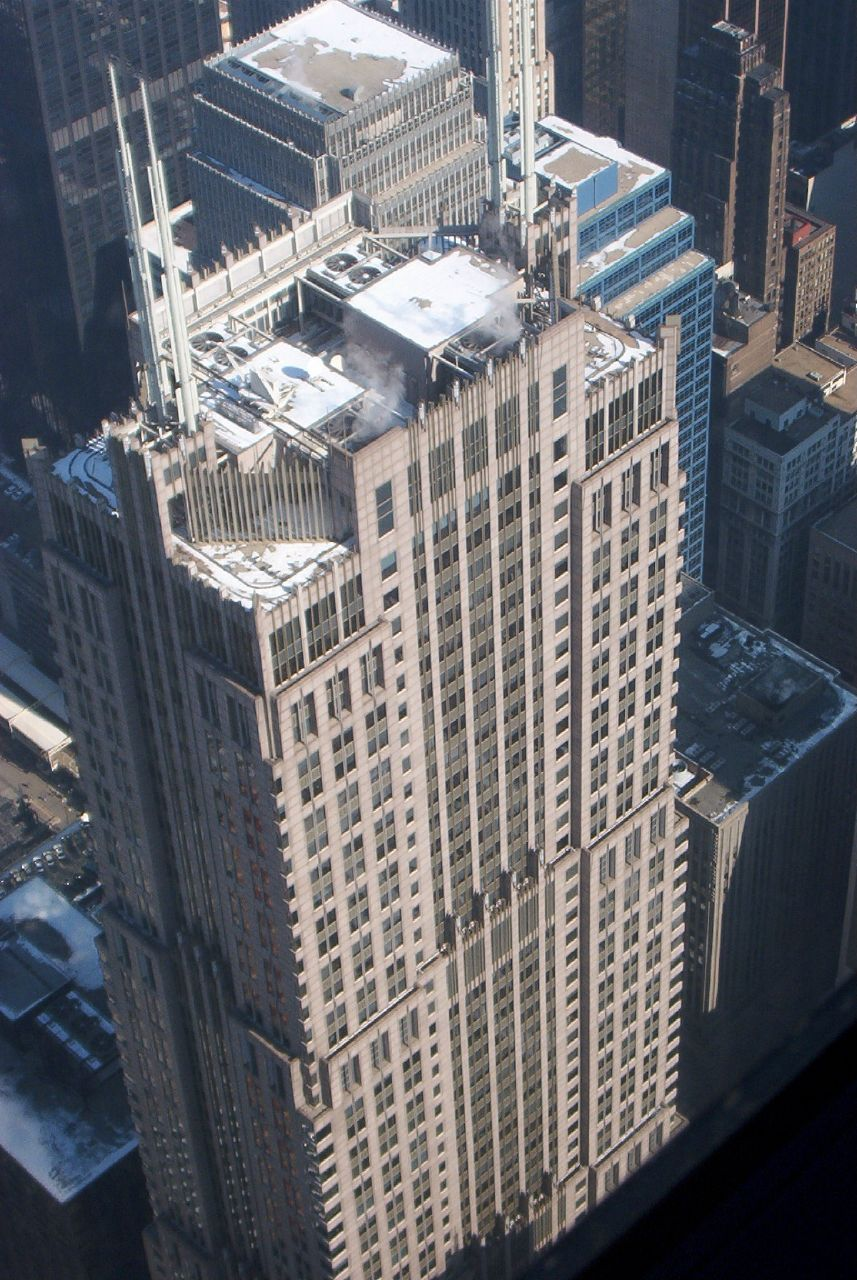
الجزء العلوي من مركز فرانكلين

- أمازون
- سنشري لينك
- سيتي غروب [14]
- كريدي أغريكول [15]
- جلانبيا نيوتريشنالز [16]
- كي بانك
- شركة مقاصة الخيارات [17]
- كانتور فيتزجيرالد
- كريدي سويس [18]
- ايريس للصرافة [19]
- استشارات FTI [20]
- المؤسسة العامة الأمريكية للنقل [21]
- غوغنهايم بارتنرز [22]
- إتش إٍس بي سي
- مجموعة جون كرين [23]
- روبرت و. بيرد وشركاه [8]
- مجموعة كامبريدج [24]
- مجموعة تي جي جي [25]
- بيرد كابيتال
- صناعات زيكلمان [26]

## الجوائز
- 1990 - جائزة التميز في التنمية الحضرية، من فرع شيكاغو للجمعية الوطنية للممتلكات الصناعية والمكتبية.
- 1992 - أفضل مبنى حديث، من مجموعة أصدقاء وسط المدينة في شيكاغو.
- 1997 - العشرة الأوائل للعقارات الأكثر قيمة على المستوى الوطني، من صحيفة وول ستريت جورنال.
- 1998 - سباق دي أكسلنس.

## الترتيب ضمن ناطحات شيكاغو
يحتل المركز مرتبة سادس أطول مبنى مكتمل في شيكاغو، خلف برج ويليس ومركز أون ومركز جون هانكوك وفندق وبرج ترامب الدولي (شيكاغو) في الارتفاع،  زاد قياس الارتفاع الرسمي للمبنى من 886 قدم (270 م) إلى 1,007 قدم (307 م) عندما قام مجلس المباني الشاهقة والمساكن الحضرية بتغيير اتفاقيات القياس لتشمل أبراج الزينة في أعقاب الجدل المقام حول ارتفاع برج ويليس - برج بتروناس. 

## روابط خارجية
- مركز فرانكلين - البرج الشمالي في مركز ناطحة سحاب CTBUH
- مركز فرانكلين في tishmanspeyer.com